# Dunavarsány
Dunavarsány är en mindre stad i Ungern.